# 聚会 (犹太人)
聚会或卡哈爾（希伯來語：‎）根据希伯来圣经，是古代以色列社会的一种神权组织结构，也是中世纪欧洲阿什肯納茲猶太人社群自治体制，后在波兰立陶宛联邦及其继承国也得到推广。